# 周远廉
周远廉（1930年12月29日—2020年5月19日），四川资中人，中国历史学家，中国社会科学院历史研究所研究员。知名于对清朝历史的研究。

## 生平
1930年12月29日出生。1951年入读四川大学历史系，与来自彭山的姑娘杨学琛相识相恋。1955年毕业后分配至中国科学院历史研究所（中国社会科学院）。1977年后，从事满族、清朝歷史的研究。1981年出版《清朝开国史研究》，用唯物史观阐述清軍入关前满族社会发展史。1986年晋升研究员。1991年春退休。1992年获国务院政府特殊津贴。他的多篇著作被改编为同名长篇电视连续剧文学剧本。
他认为张献忠屠蜀是清政府夸张虚假宣传。
晚年居住在眉山市彭山区。2020年5月19日13时55分在四川大学华西医院逝世。

## 出版物
- 周远廉; 谢肇华. . 沈阳: 辽宁人民出版社. 1986.
- 周远廉. . 乾隆系列小说. 北京: 华艺出版社. 1993. ISBN 7-80039-841-2.
- 周远廉. . 长春: 吉林文史出版社. 1993. ISBN 7-80528-714-7.
- 周远廉; 赵世瑜. . 长春: 吉林文史出版社. 1993. ISBN 7-80528-676-0.
- 周远廉. . 北京: 北京燕山出版社. 1996. ISBN 7-5402-0264-5.
- 周远廉. . 郑州: 河南人民出版社. 1999. ISBN 7-215-04245-6.
- 周远廉. . 中国历代帝王传记. 北京: 人民出版社. 2004. ISBN 7-01-004135-0.
- 周远廉. . 北京: 中华书局. 2005. ISBN 7-101-04713-0.
- 周远廉. . 桂林: 广西师范大学出版社. 2006. ISBN 7-5633-6341-6.
- 周远廉. . 西安: 陕西人民出版社. 2008. ISBN 978-7-224-08385-9.
- 周远廉; 赵世瑜. . 西安: 陕西人民出版社. 2008. ISBN 978-7-224-08384-2.
- 周远廉. . 西安: 陕西人民出版社. 2008. ISBN 978-7-224-08386-6.
- 周远廉. . 北京: 故宫出版社. 2012. ISBN 978-7-5134-0286-6.
- 周远廉. . 北京: 故宫出版社. 2013. ISBN 978-7-5134-0510-2.
- 周远廉. . 北京: 中国电影出版社. 2013. ISBN 978-7-106-03606-5.
- 周远廉. . 北京: 中国电影出版社. 2013. ISBN 978-7-106-03751-2.
- 周远廉. . 金川历史文化丛书. 北京: 中国电影出版社. 2013. ISBN 978-7-106-03722-2.
- 周远廉. . 中国社会科学院老年学者文库. 北京: 社会科学文献出版社. 2015. ISBN 978-7-5097-6889-1.
- 周远廉. . 北京: 中华书局. 2016. ISBN 978-7-101-12005-9.
- 周远廉. . 北京: 故宫出版社. 2016. ISBN 978-7-5134-0924-7.
- 周远廉. . 北京: 故宫出版社. 2016. ISBN 978-7-5134-0250-7.